# Жемчужные астрильды
Жемчужные астрильды (лат. Hypargos) — род птиц семейства вьюрковых ткачиков. Представители обоих видов обитают в Африке южнее Сахары. Размеры тела не превышают 12—13 см. Зерноядные птицы, питаются преимущественно семенами злаков.

## Таксономия
Род введён в 1862 году немецким ботаником-систематиком и зоологом Людвигом Райхенбахом (нем. Heinrich Gottlieb Ludwig Reichenbach, 1793—1879) для жемчужного астрильда. Родовое название от древнегреческого hupo и др.-греч. Ἄργος — Аргус (стоглазый великан в древнегреческой мифологии). Род Hypargos является сестринской группой к роду Euschistospiza. 

## Виды
В состав рода включают два вида
| Изображение | Русское название   | Научное название       | Распространение |
| ----------- | ------------------ | ---------------------- | --- |
|             | Красный астрильд   | Hypargos niveoguttatus | Ангола, Бурунди, Демократическая Республика Конго, Кения, Малави, Мозамбик, Намибия, Руанда, Сомали, Южная Африка, Танзания, Замбия и Зимбабве |
|             | Жемчужный астрильд | Hypargos margaritatus  | Мозамбик, Южная Африка и Эсватини |